# Саксония (земля)
Саксо́ния (нем. Sachsen, [ˌzaksn̩], в.-луж. Sakska), официально: Свобо́дное госуда́рство Саксо́ния или Республика Саксо́ния (нем. Freistaat Sachsen [ˈfʁaɪ̯ʃtaːt ˈzaksn̩], в.-луж. Swobodny stat Sakska, произношениео файле) — федеральная земля в составе ФРГ, расположенная на востоке страны. Столица — город Дрезден.

## География

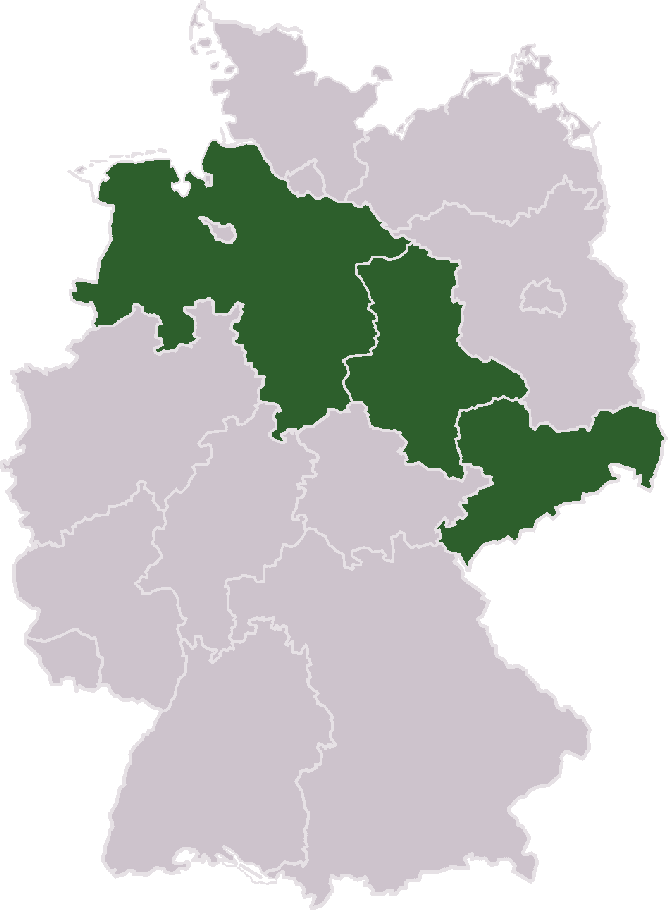
Расположение современных федеральных земель Нижняя Саксония (на северо-западе), Саксония-Анхальт (в центре) и Саксония (на юго-востоке).

Саксония граничит на западе с Тюрингией и Саксонией-Анхальт, на севере с Бранденбургом, на востоке с Польшей, на юге с Чешской республикой и на юго-западе с Баварией. Граница длиной около 1190 км.
Пограничными пунктами являются:
- на севере: Вёрблиц (под Торгау) 51° 41' 07"
- на юге: Шёнберг (Фогтланд) 50° 10' 19"
- на западе: Лангенбах (Фогтланд) 11° 52' 22"
- на востоке: Дешка (под Гёрлицом) 15° 02' 37"

Саксония — самая восточная земля Германии. Она имеет давние индустриальные традиции.
Самые большие города — Лейпциг (около 632 тыс. жителей), Дрезден (около 574 тыс. жителей) и Хемниц (более 250 тыс. жителей).
Самые важные горы — Рудные горы, Лужицкие горы и Саксонская Швейцария. Гора Фихтельберг в Рудных горах является высшей точкой Саксонии (1215 м). Самая важная (и самая большая) река — Эльба, пересекающая Саксонию с юго-востока на северо-запад. Важные реки — Мульде, Вейсериц, Чопау, Вейсе-Эльстер и Шпре, которые текут на север и также относятся к речной системе Эльбы. На востоке Саксония ограничивается рекой Нейсе, которая впадает в реку Одер.

## История

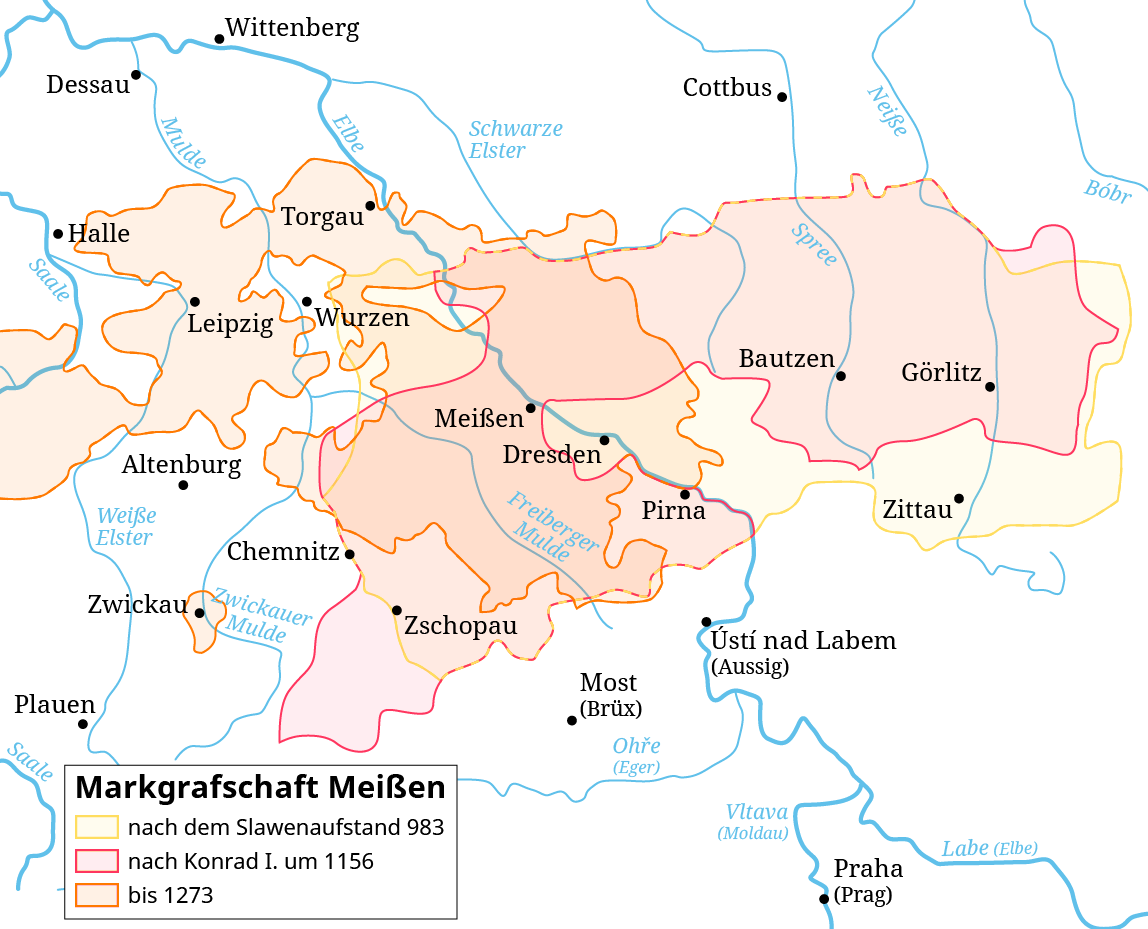
Территория Мейсенского маркграфства в 983, 1156 и 1273 годах

Территория, занимаемая ныне Свободным государством Саксонии, никогда не была местом обитания саксов и до X века была населена в основном славянскими племенами. С X века эти земли захватили германские племена тюрингов. Значительная часть славян осталась на этой территории и постепенно была онемечена.
На этой территории было создано маркграфство Мейсен (впервые упомянуто в 968 году).
В 1190 году мейсенский маркграф Оттон II Богатый подтвердил право Лейпцига на проведение весенних и осенних ярмарок, тем самым заложив основу знаменитых лейпцигских ярмарок.
В 1123 году в Мейсене стала править династия Веттинов. С 1270 года столицей макграфства Мейсен стал Дрезден.
В 1307 году войска Мейсенского маркграфства разгромили армию Священной Римской империи в битве при Луке, в результате чего город Хемниц в 1308 году утратил статус имперского города и перешёл в прямое подчинение мейсенскому маркграфу.
В 1409 году в результате волнений в Праге примерно тысяча немецких преподавателей и студентов перебрались в Лейпциг, тогда являвшийся торговым центром Мейсенского маркграфства, и основала в нём прославленный Лейпцигский университет, в котором в своё время учились Вагнер, Гёте, Лейбниц, Мюнцер, Ницше, Радищев, Шуман и другие выдающиеся деятели науки и искусства.
В 1423 году мейсенскому маркграфу Фридриху IV было передано оставшееся без наследников герцогство Саксен-Виттенберг (на территории нынешней земли Саксония-Анхальт) и вместе с ним титул курфюрста Саксонии.
В 1710 году в Альбрехтсбурге появилось первое в Европе предприятие по производству настоящего белого твёрдого фарфора. В 1863 году производство фарфора было перенесено в Трибишталь. Мейсенский фарфор и художественные изделия из него приобрели европейскую славу.

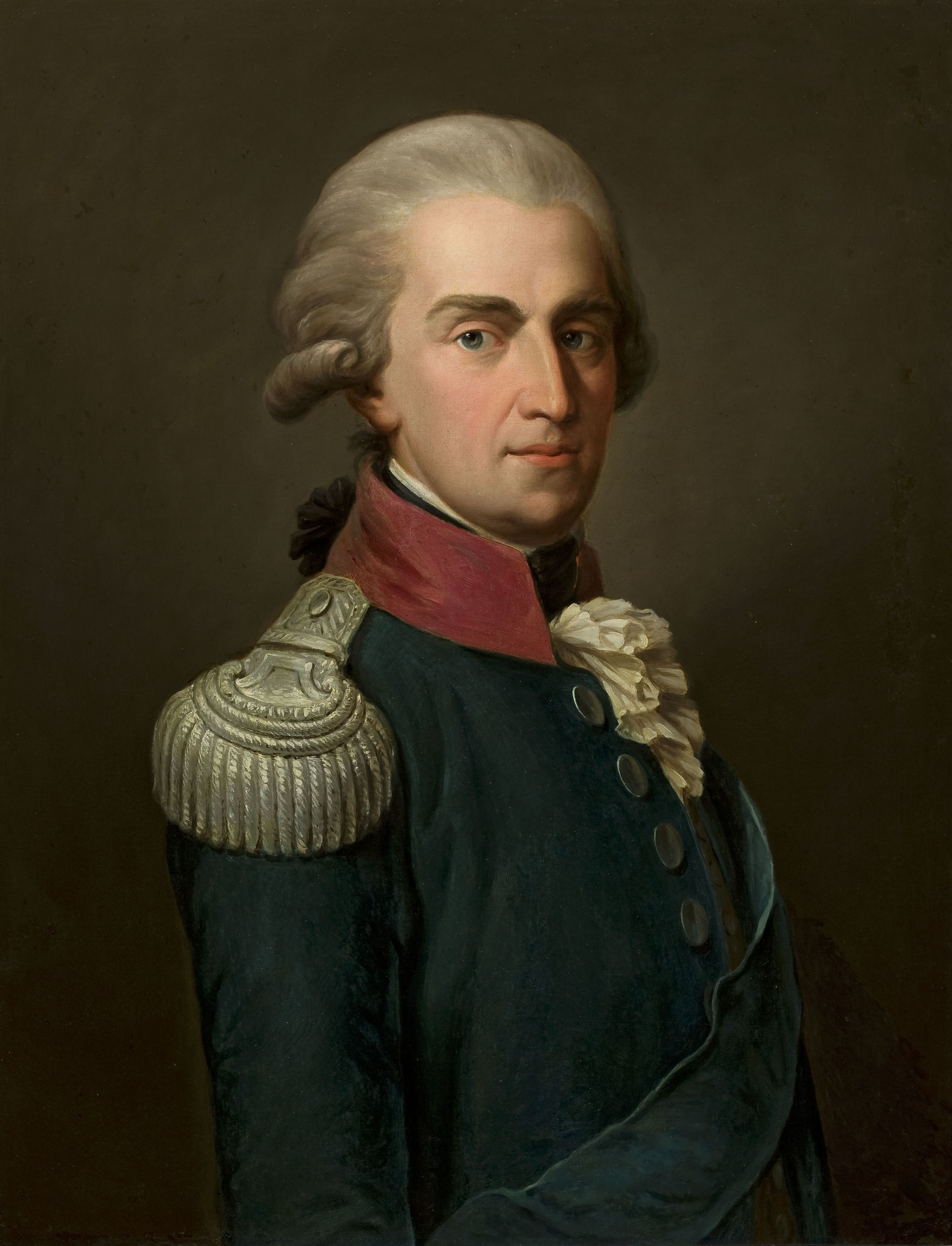
Фридрих Август I — первый король Саксонии.

В 1806 году Фридрих Август принял титул короля Саксонии. В результате перекроя границ в Европе после разгрома Наполеона Фридрих Август I утратил две трети своих владений. Территория Саксен-Виттенберга перешла к Пруссии и стала частью прусской Провинции Саксония. Фридриху Августу оставили лишь земли бывшего маркграфства Мейсен (под названием Королевство Саксония).
Королевство Саксония вошло в состав Германской империи в 1870 году и оставалось монархией до 1918 года. 8 ноября 1918 года к власти в Саксонии пришли Советы рабочих и солдат. Политик СДПГ Флайсснер 10 ноября 1918 года провозгласил республику (Свободное государство), и два дня спустя саксонский король Фридрих Август III отрёкся от престола. В 1934 году Свободное государство было ликвидировано.
25 апреля 1945 года на земле Саксонии, на берегах Эльбы, у города Торгау впервые встретились советские и американские войска — заканчивалась Вторая мировая война.
После войны в 1945 году в советской зоне оккупации Германии была образована земля Саксония из бывшего Свободного государства Саксония и западной части прусской провинции Силезия. На её территории базировалась советская 1-я гвардейская танковая армия.
23 июля 1952 года законом о «Реформе управления и ликвидации Земель ГДР» Саксония была разделена на округа Дрезден, Лейпциг и Карл-Маркс-Штадт (в 1953—1990 годах Карл-Маркс-Штадтом назывался Хемниц) и этим фактически ликвидирована.
Свободное государство Саксония было воссоздано осенью 1990 года и стало федеральной землёй в составе ФРГ.

## Государственный строй
Законодательный орган — Саксонский Ландтаг (нем. Sächsischer Landtag), избираемый населением, исполнительный орган — Саксонское Государственное Правительство (Sächsische Staatsregierung), избираемое Саксонским Ландтагом, состоящий из Премьер-Министра Саксонии (Ministerpräsidenten von Sachsen) и саксонских министров, орган конституционного надзора — Конституционный суд Свободного государства Саксония (Verfassungsgerichtshof des Freistaates Sachsen), высшая судебная инстанция — Высший земельный суд Дрездена (Oberlandesgericht Dresden), высшая судебная инстанция административной юстиции — Саксонский высший административный суд (Sächsisches Oberverwaltungsgericht). До 1934 года исполнительным органом Саксонии было Общее Министерство (Gesamtministerium), состоял из Председателя Общего Министерства (Vorsitzende des Gesamtministeriums) (с 1919 года Министр-Президент) и членов Общего Министерства (Mitglieder des Gesamtministeriums).

## Административное деление
Территория Саксонии делится на районы (нем. Landkreis) и внерайонные (приравненные к районам) города (нем. Kreisfreie Stadt). Районы в свою очередь делятся на города (нем. Stadt) и общины (нем. Gemeinde), а города — на городские округа (нем. Stadtbezirk), общины — на местечки (нем. Ortschaft).
Районы и к ним приравненные города входят в 3 земельные дирекции (дирекционных округа): Дрезден, Лейпциг, Хемниц.

### Районы и внерайонные города

Административная карта земли Саксония

| Статус            | Флаг | Название по-русски                           | Название по-немецки              | Индекс автомобильных номеров Германии     | Площадь (км²) | Население (по состоянию на 31 декабря 2022 г.) | Административный центр |
| ----------------- | ---- | -------------------------------------------- | -------------------------------- | ----------------------------------------- | ------------- | ---------------------------------------------- | ---------------------- |
| Район             |      | Баутцен                                      | Bautzen                          | BZ, BIW, HY, KM                           | 2.395,60      | 297 711                                        | Баутцен                |
| Район             |      | Гёрлиц                                       | Görlitz                          | GR, LÖB, NOL, NY, WSW, ZI                 | 2106,07       | 249 681                                        | Гёрлиц                 |
| Внерайонный город |      | Дрезден                                      | Dresden                          | DD                                        | 328,48        | 563 311                                        |                        |
| Район             |      | Лейпциг                                      | Leipzig                          | L, BNA, GHA, GRM, MTL, WUR                | 1651,29       | 260 429                                        | Борна                  |
| Внерайонный город |      | Лейпциг                                      | Leipzig                          | L                                         | 297,80        | 616 093                                        |                        |
| Район             |      | Майсен                                       | Meißen                           | MEI, GRH, RG, RIE                         | 1 454,59      | 241 343                                        | Майсен                 |
| Район             |      | Рудные горы                                  | Erzgebirgskreis                  | ERZ, ANA, ASZ, AU, MAB, MEK, STL, SZB, ZP | 1827,93       | 328 850                                        | Аннаберг-Буххольц      |
| Район             |      | Саксонская Швейцария — Восточные Рудные Горы | Sächsische Schweiz-Osterzgebirge | PIR, DW, FTL, SEB                         | 1 654,21      | 246 204                                        | Пирна                  |
| Район             |      | Северная Саксония                            | Nordsachsen                      | TDO, DZ, EB, OZ, TG, TO                   | 2028,56       | 199 824                                        | Торгау                 |
| Район             |      | Средняя Саксония                             | Mittelsachsen                    | FG, BED, DL, FLÖ, HC, MW, RL              | 2116,87       | 300 639                                        | Фрайберг               |
| Район             |      | Фогтланд                                     | Vogtlandkreis                    | V, AE, OVL, PL, RC                        | 1 412,46      | 222 666                                        | Плауэн                 |
| Внерайонный город |      | Хемниц                                       | Chemnitz                         | C                                         | 221,03        | 248 563                                        |                        |
| Район             |      | Цвиккау                                      | Zwickau                          | Z, GC, HOT, WDA                           | 949,75        | 310 838                                        | Цвиккау                |

### Регионы
Регионы в Саксонии — Саксонский (Дрезденский) Эльбланд (нем. Sächsisches Elbland), Лейпцигская низменность (нем. Leipziger Tieflandsbucht), Рудные горы, Саксонская Швейцария, Фогтланд и Верхняя Лужица.

### История административного деления
В рамках ГДР, в 1952—1990 годах территория современной Саксонии представляла собой три округа: Дрезден, Лейпциг и Карл-Маркс-Штадт (по бывшему названию города Хемниц).
С 1991 до 2008 года новообразованная Саксония делилась на 22 района и 7 внерайонных города. С 1 августа 2008 года число районов в Саксонии сократилось с 22 до 10, а число городов, приравненных к районам, — с 7 до 3.
С 1991 года до 2008 годов Саксония делилась также на 3 административных округа:
1. Хемниц (Chemnitz),
2. Дрезден (Dresden),
3. Лейпциг (Leipzig).

С 1 августа 2008 до 1 марта 2012 года земля включала 3 дирекционных округа (нем. Direktionsbezirk), объединённые в 2012 году в единую земельную дирекцию Саксонии (нем. Landesdirektion Sachsen), включающую три соответствующих отдела (нем. Dienststelle):
1. Хемниц (Chemnitz),
2. Дрезден (Dresden),
3. Лейпциг (Leipzig).

### Местные органы государственной власти
Представительные органы районов — крейстаги (нем. Kreistag), состоящие из ландрата (Landrat), который ведёт заседания, и крейсратов (Kreisrat), избираемых населением по пропорциональной системе с открытым списком, исполнительную власть в районах осуществляют ландраты (Landrat).
Представительные органы городов — штадтраты (Stadtrat), состоящие из обер-бургомистра (Oberbürgermeister), который ведёт заседания, и членов штадтрата, избираемых населением по пропорциональной системе с открытым списком, исполнительную власть в городах осуществляют обер-бургомистры.
Представительные органы общин — гемайндераты (Gemeinderat), состоящие из бургомистра (Bürgermeister), который ведёт заседания, и членов гемайндерата, избираемых населением по пропорциональной системе с открытым списком, исполнительную власть в общинах осуществляют бургомистры.
Представительные органы городских округов — городские окружные советы (Stadtbezirksbeirat), исполнительные органы — бургомистры.
Представительные органы местечек — советы местечек (Ortschaftsrat), исполнительные органы — местные старосты (Ortsvorsteher).

## Религия

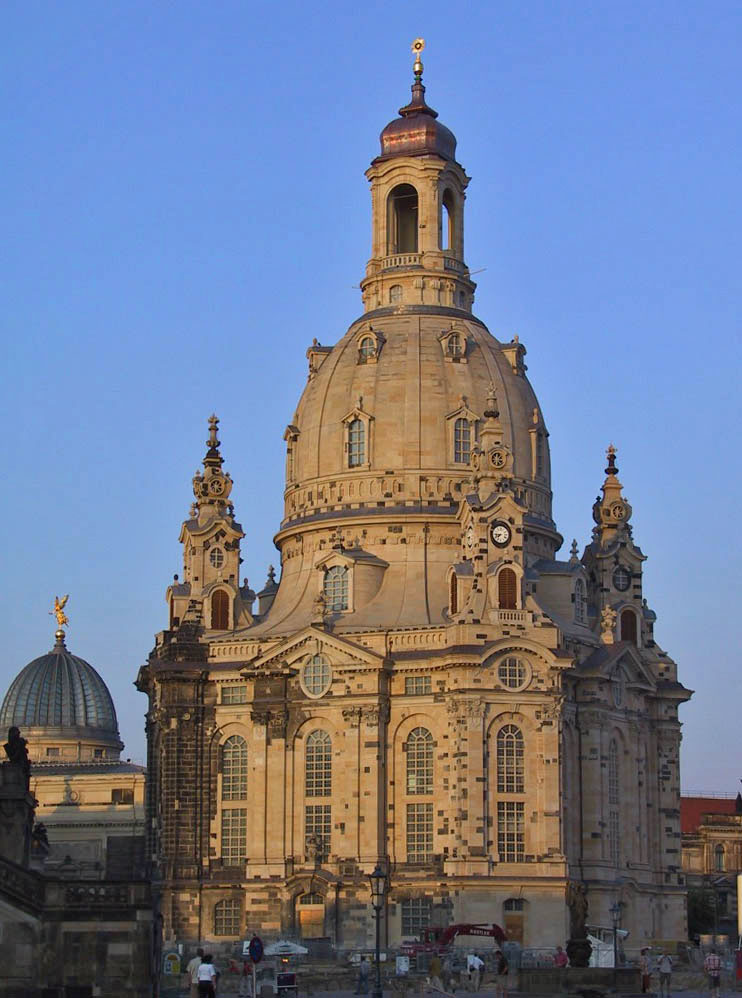
Церковь Богоматери (Фрауэнкирхе) в Дрездене (Евангелическо-лютеранская церковь Саксонии)

Большинство верующих — лютеране, крупнейшая лютеранская деноминация — Евангелическо-лютеранская земельная церковь Саксонии (Evangelisch-Lutherische Landeskirche Sachsens). Кафедральный храм — Майсенский собор.
В Саксонии действуют две епархии Римской католической церкви — Дрезден-Майсена и Гёрлица — входящие в Берлинскую митрополию.
Русская православная церковь представлена храмами преподобного Симеона Дивногорца в Дрездене, св. Алексия в Лейпциге, Рождества Богородицы в Хемнице.

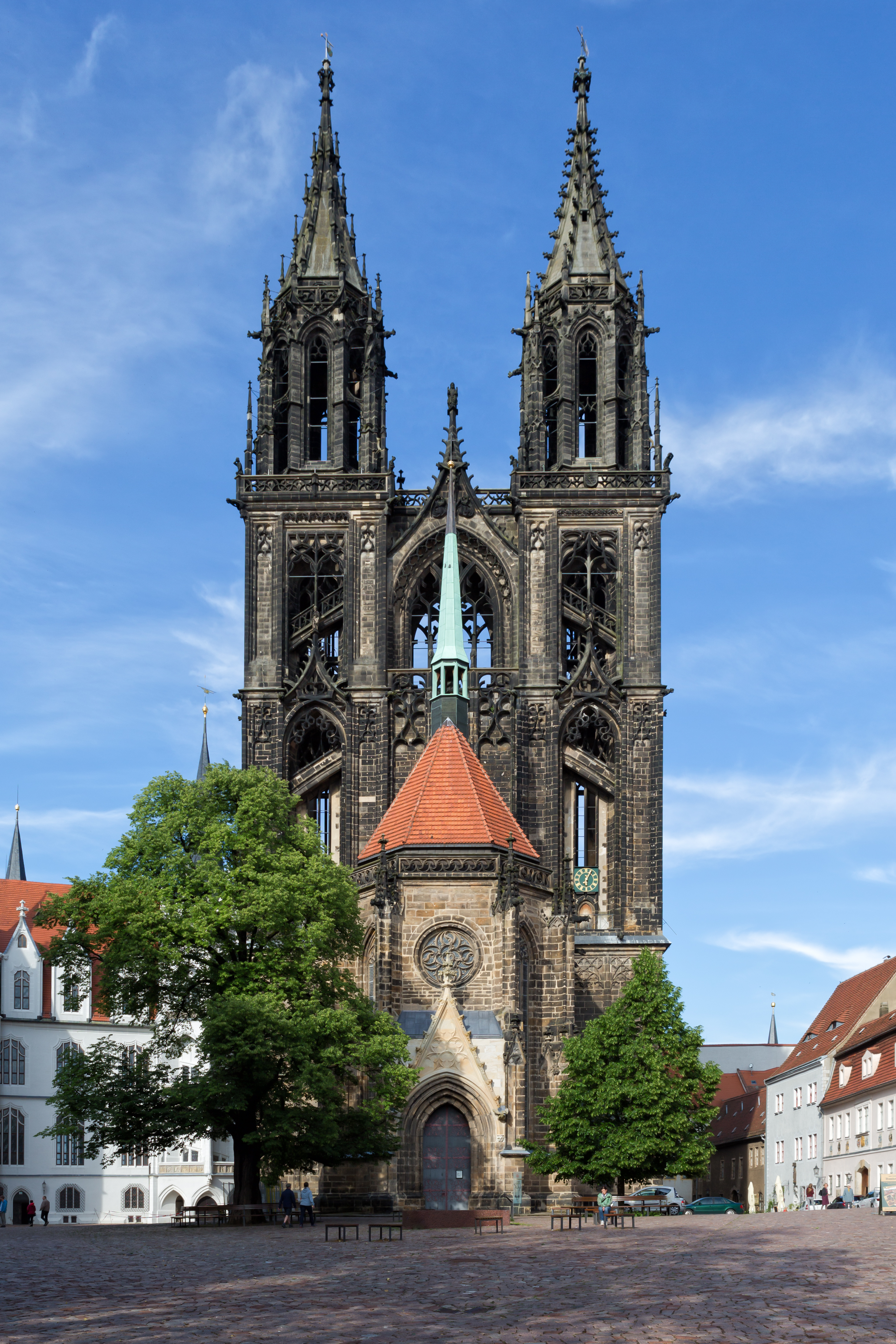
Собор святых Иоанна и Доната в Майсене (Евангелическо-лютеранская церковь Саксонии)
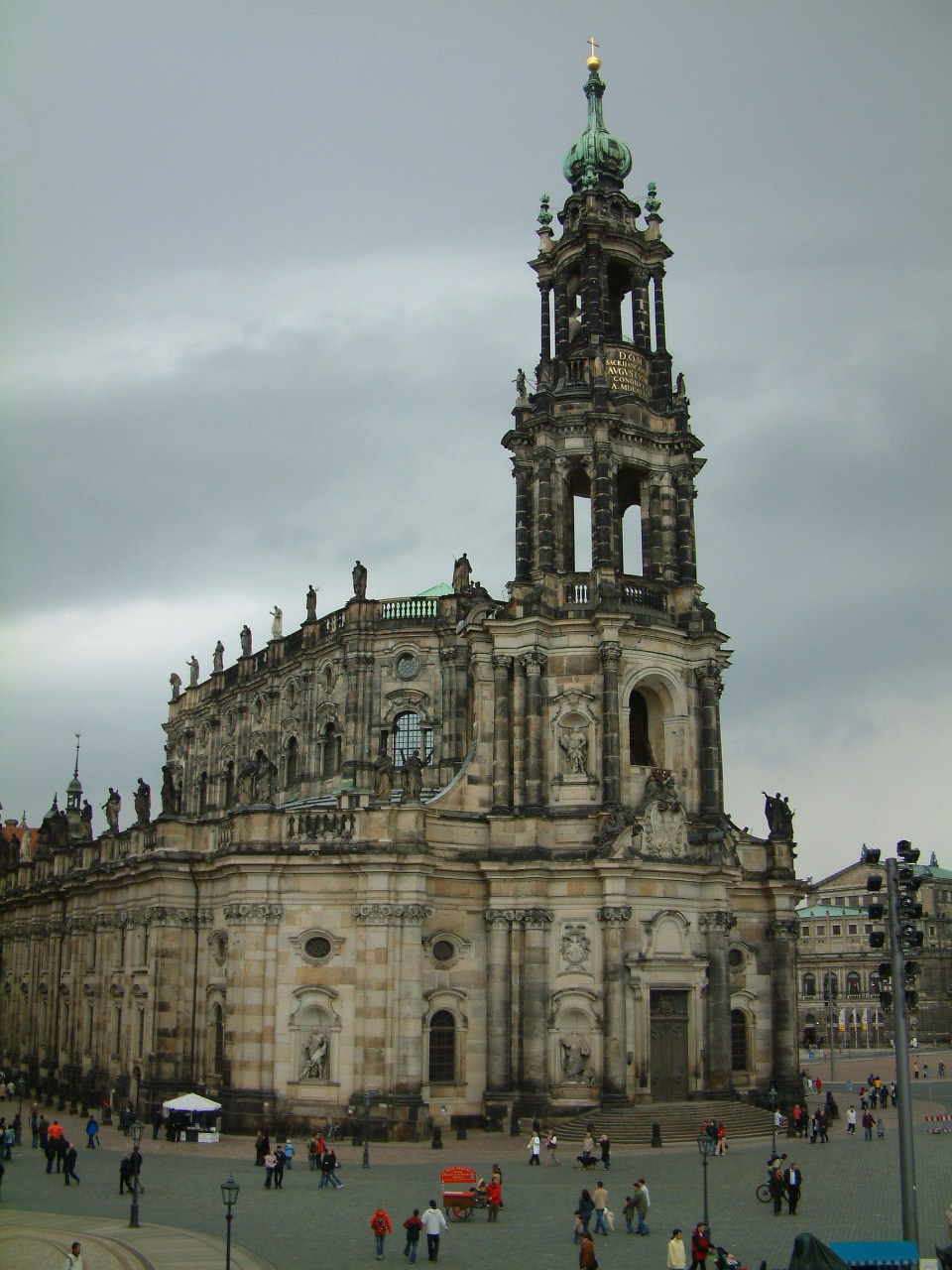
Кафедральный собор Пресвятой Троицы в Дрездене (Римско-Католическая церковь)
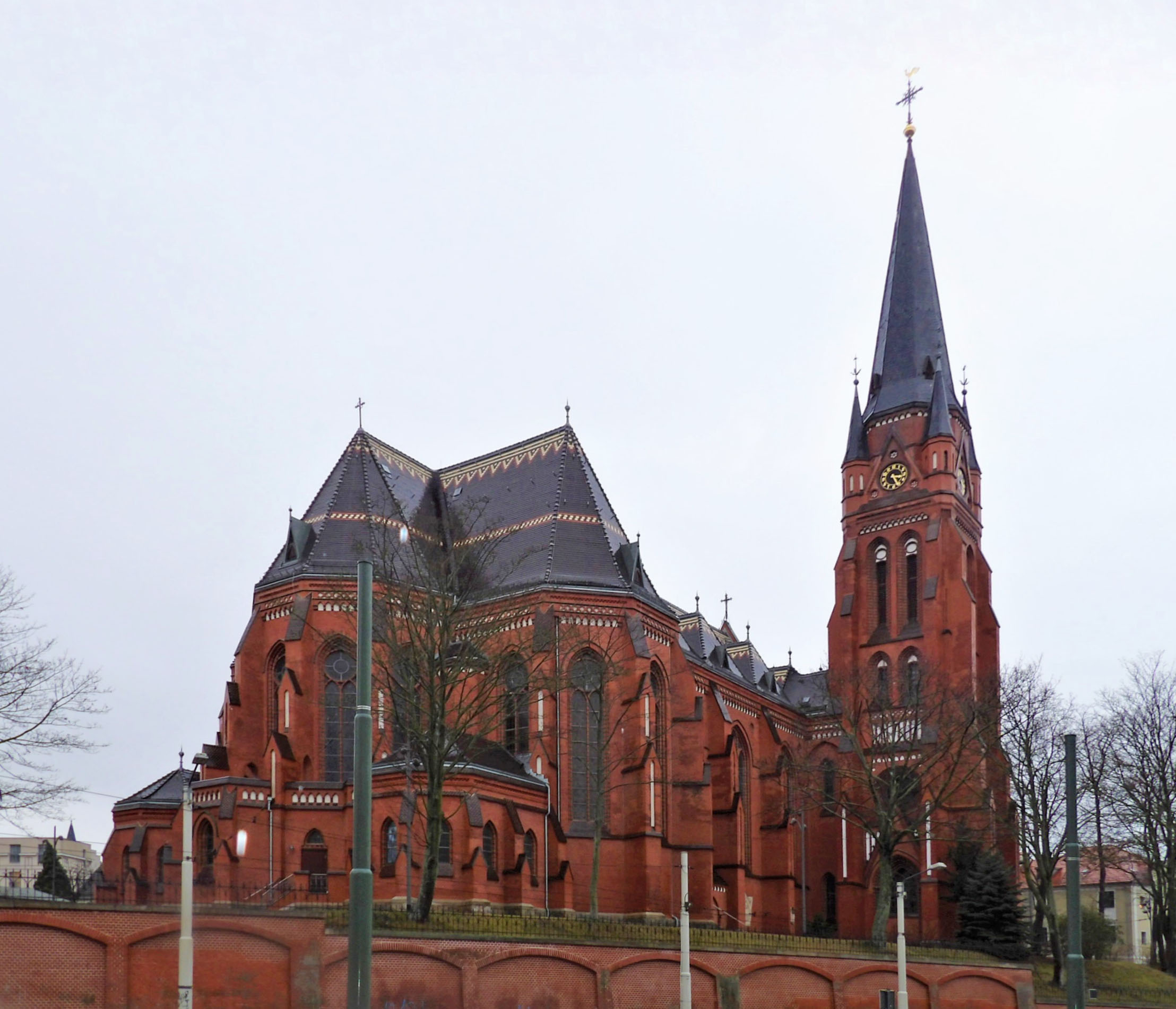
Кафедральный собор святого Иакова в Гёрлице (Римско-Католическая церковь)
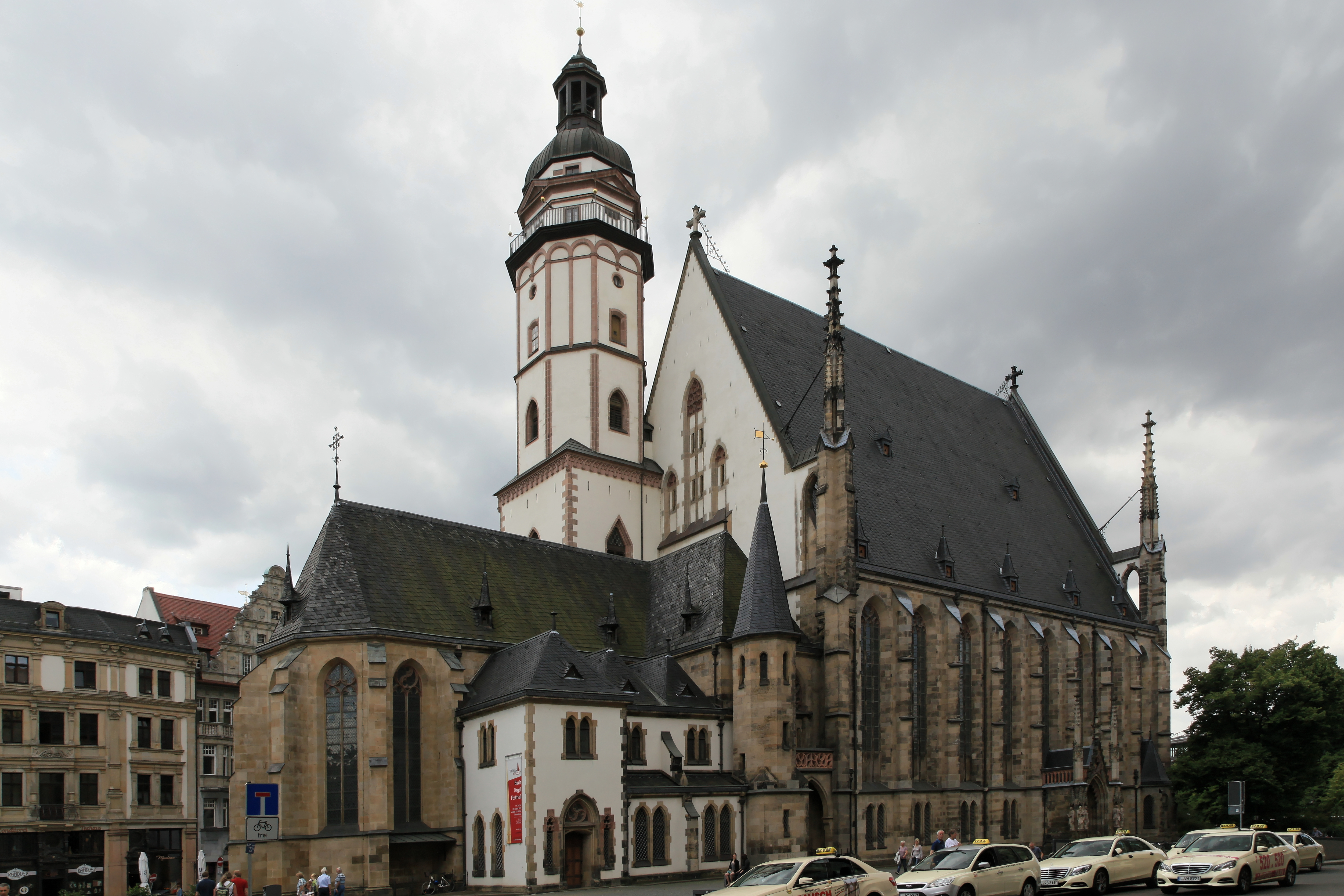
Церковь Святого Фомы в Лейпциге (Евангелическо-лютеранская церковь Саксонии)
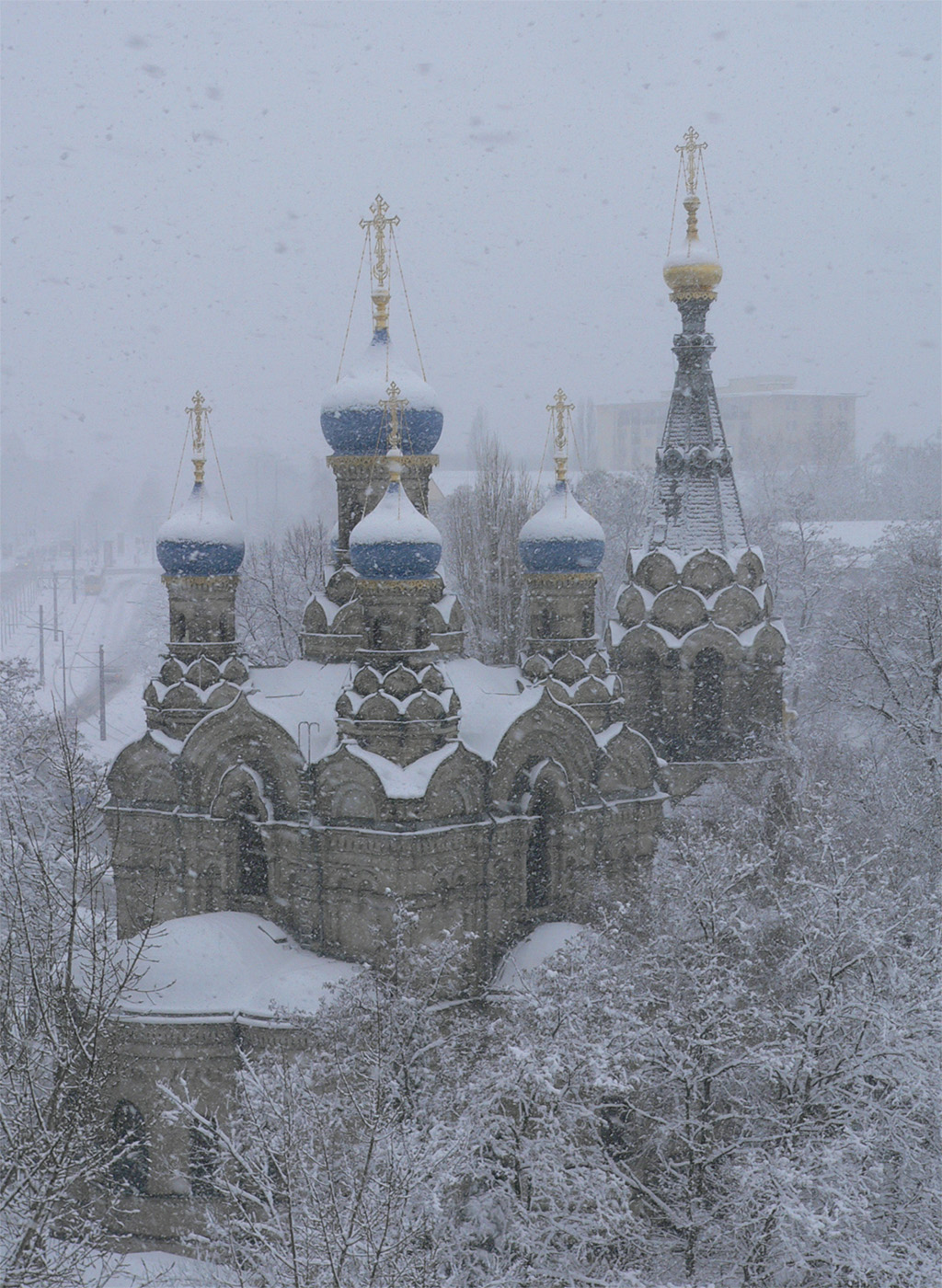
Церковь святого Симеона Дивногорца в Дрездене (Русская православная церковь)
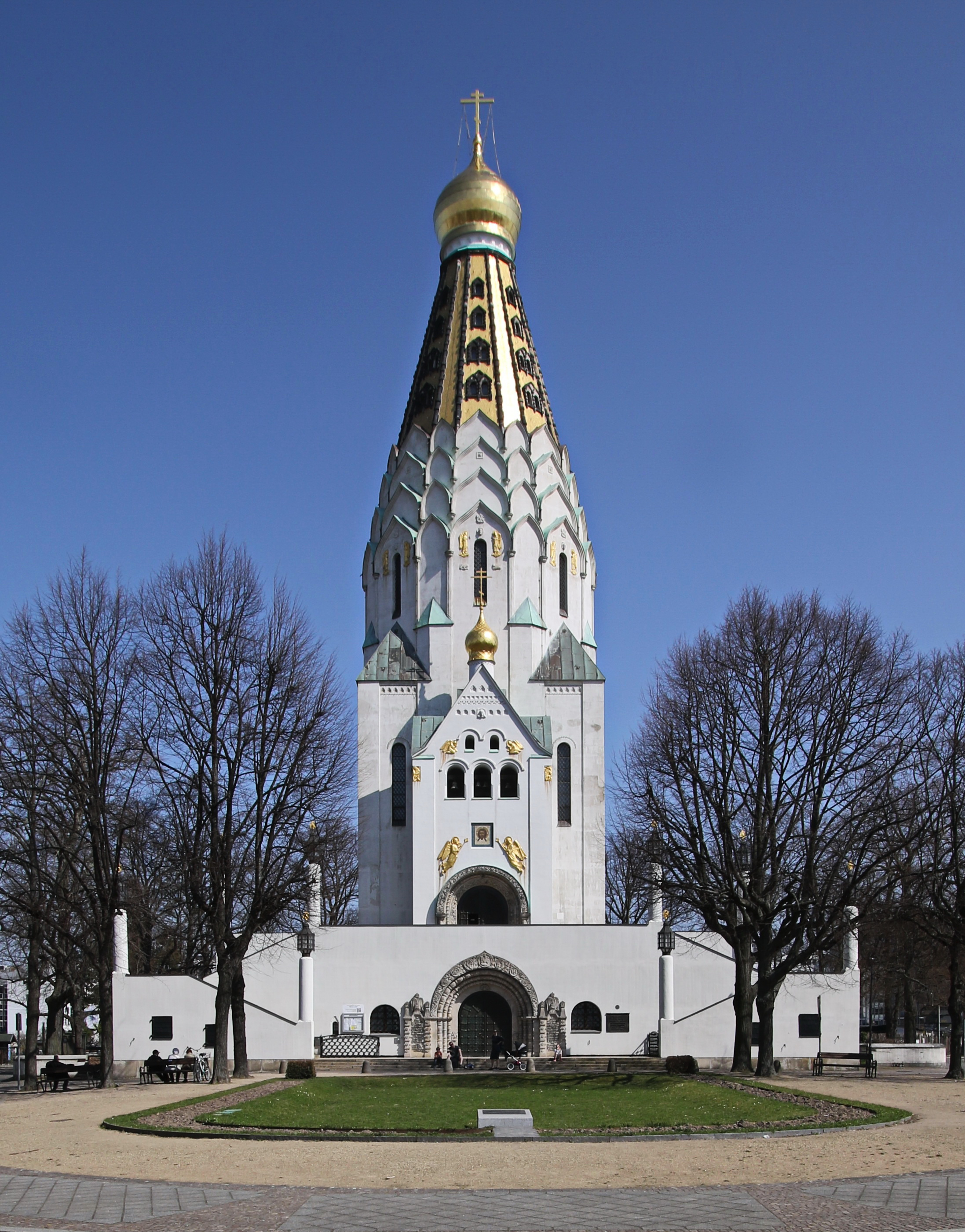
Храм-памятник святителя Алексия в Лейпциге (Русская православная церковь)

## Экономика
Задолженность: 3783 € на душу населения (2002).
Общая задолженность: 16,5 млрд € (2002).
В Саксонии, а именно в дирекционном округе Лейпциг (города Лейпциг и Шкойдиц), частично расположен Среднегерманский химический треугольник, играющий важную роль в химической промышленности Германии. Химическая промышленность Лейпцига специализируется на производстве пластмасс, резинотехнических изделий, лаков, красок.

## Туризм

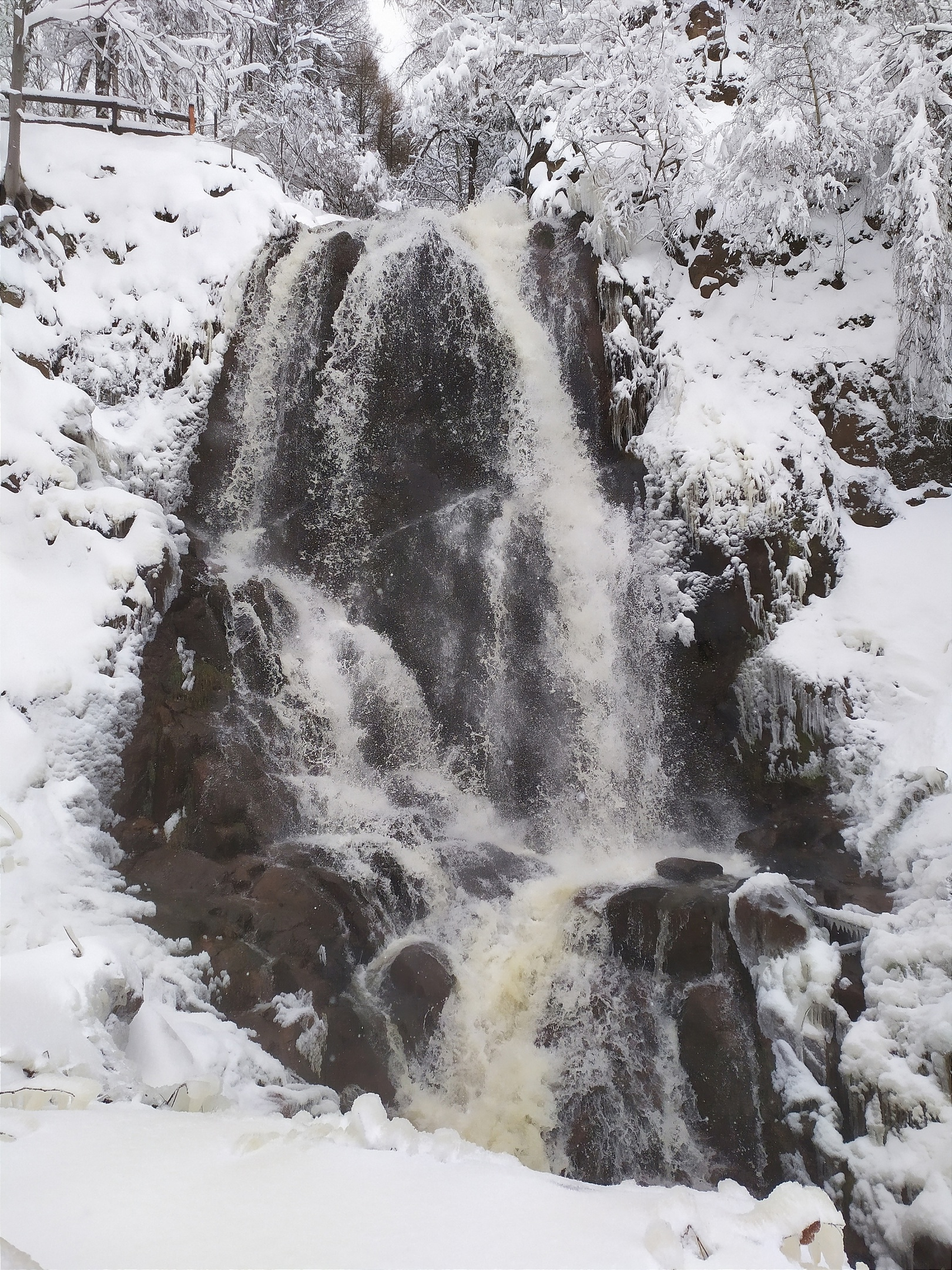
Водопад Тифенбах в Рудных горах

Путешественникам Саксония предлагает большое число самых разнообразных культурных и природных памятников и относительно хорошо развитую туристическую инфраструктуру. Своего рода визитной карточкой федеральной земли являются Цвингер и Опера Земпера в Дрездене. Не менее известны Памятник Битве народов, замок Морицбург, замок Крибштайн, дворец Рамменау, замок Клаффенбах, Пильниц, Кёнигштайн и садово-парковый ансамбль Хайденау-Гросзедлиц.
Излюбленные места отдыха представляют собой горные ландшафты Саксонской Швейцарии и Рудных гор, ежегодно привлекающие посетителей со всего мира. Прежде известные своими горнорудными промыслами, принесшими богатство саксонским курфюрстам и включённым в Список Всемирного наследия ЮНЕСКО, в настоящее время эти регионы активно развивают оздоровительный и горнолыжный туризм, например в Обервизентале. Кроме того, здесь располагается производство музыкальных инструментов, деревянной игрушки и рождественских арок.
К относительно новым достопримечательностям относятся выставочные пространства «Панометр» художника Ядегара Асизи в Лейпциге (с 2003 года) и в Дрездене (с 2006 года).
Саксония — одно из основных мест автомобилестроения в Германии; среди прочего, можно упомянуть экскурсии на завод «Порше» на севере Лейпцига или на завод Volkswagen в Дрездене. В Цвиккау находится музей Августа Хорьха — один из крупнейших музеев автомобилестроения в Европе.
В системах бронирования отелей представлено более тысячи объектов по городам Саксонии. В Дрездене и Лейпциге широко представлены мировые отельные бренды.

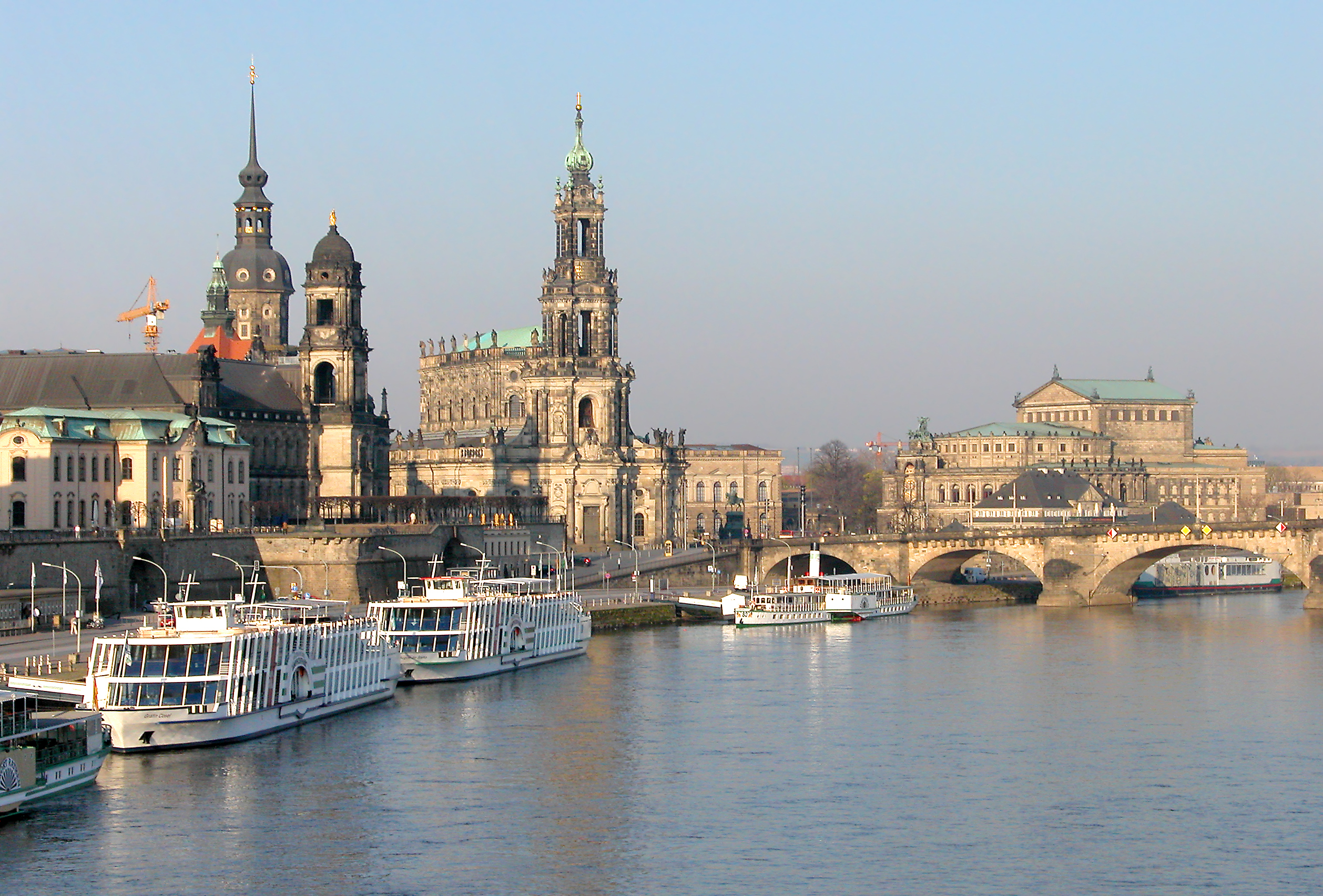
Терраса Брюля в Дрездене
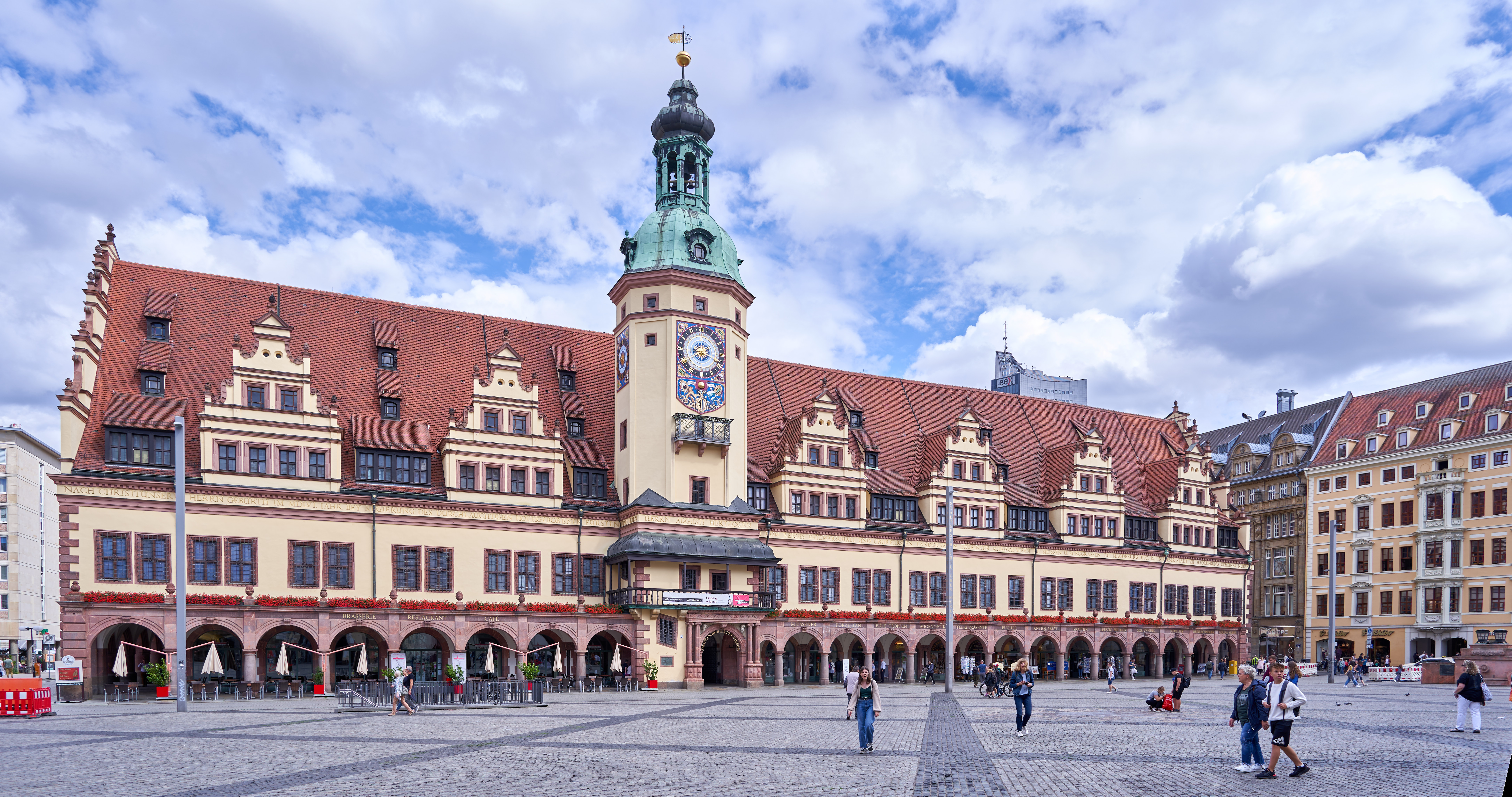
Старая Ратуша в Лейпциге
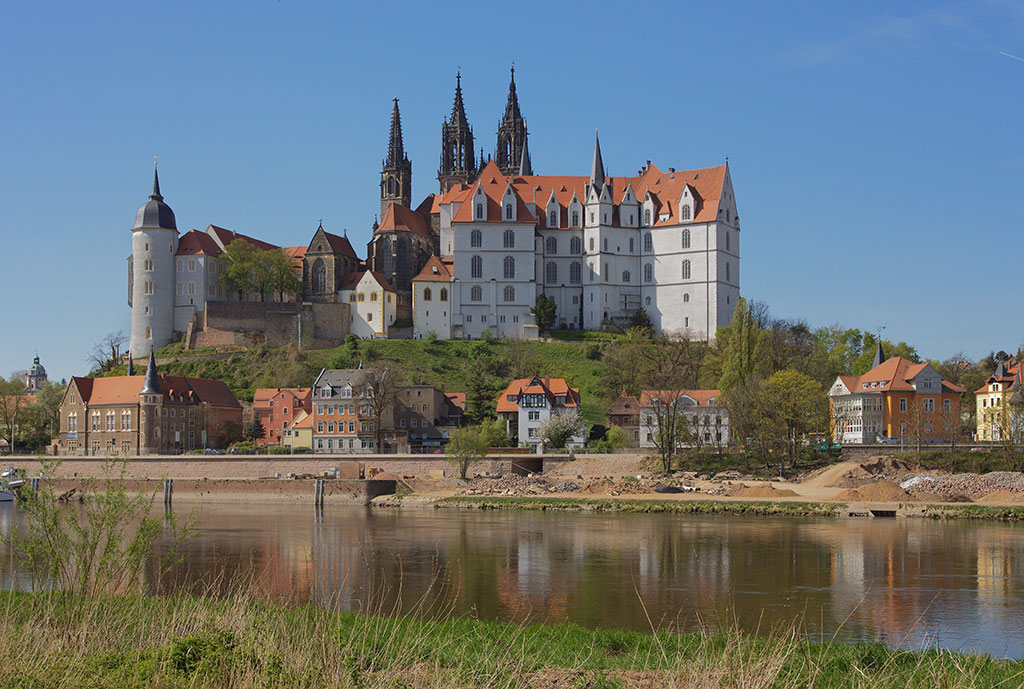
Замок Альбрехтсбург в Майсене
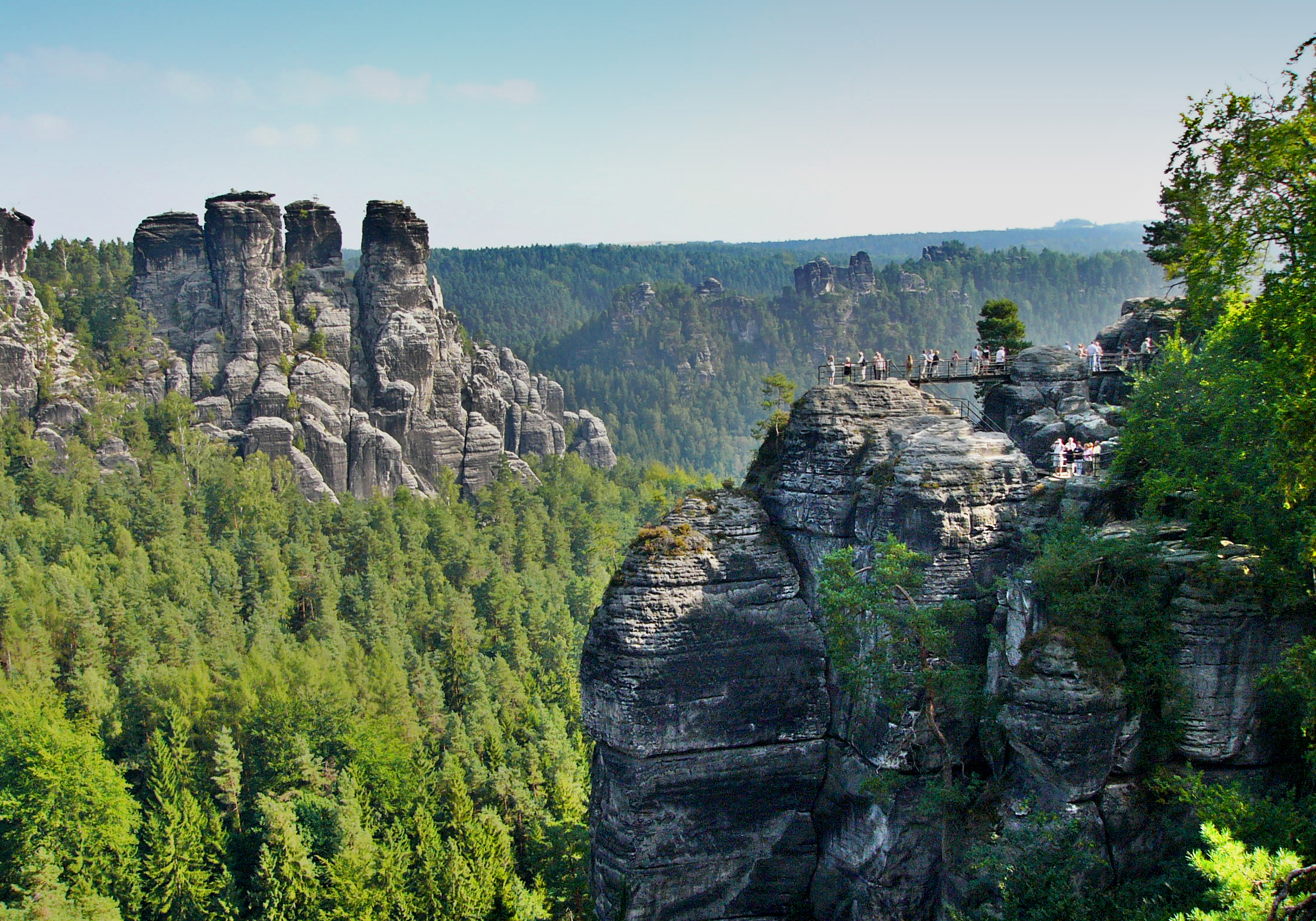
Саксонская Швейцария
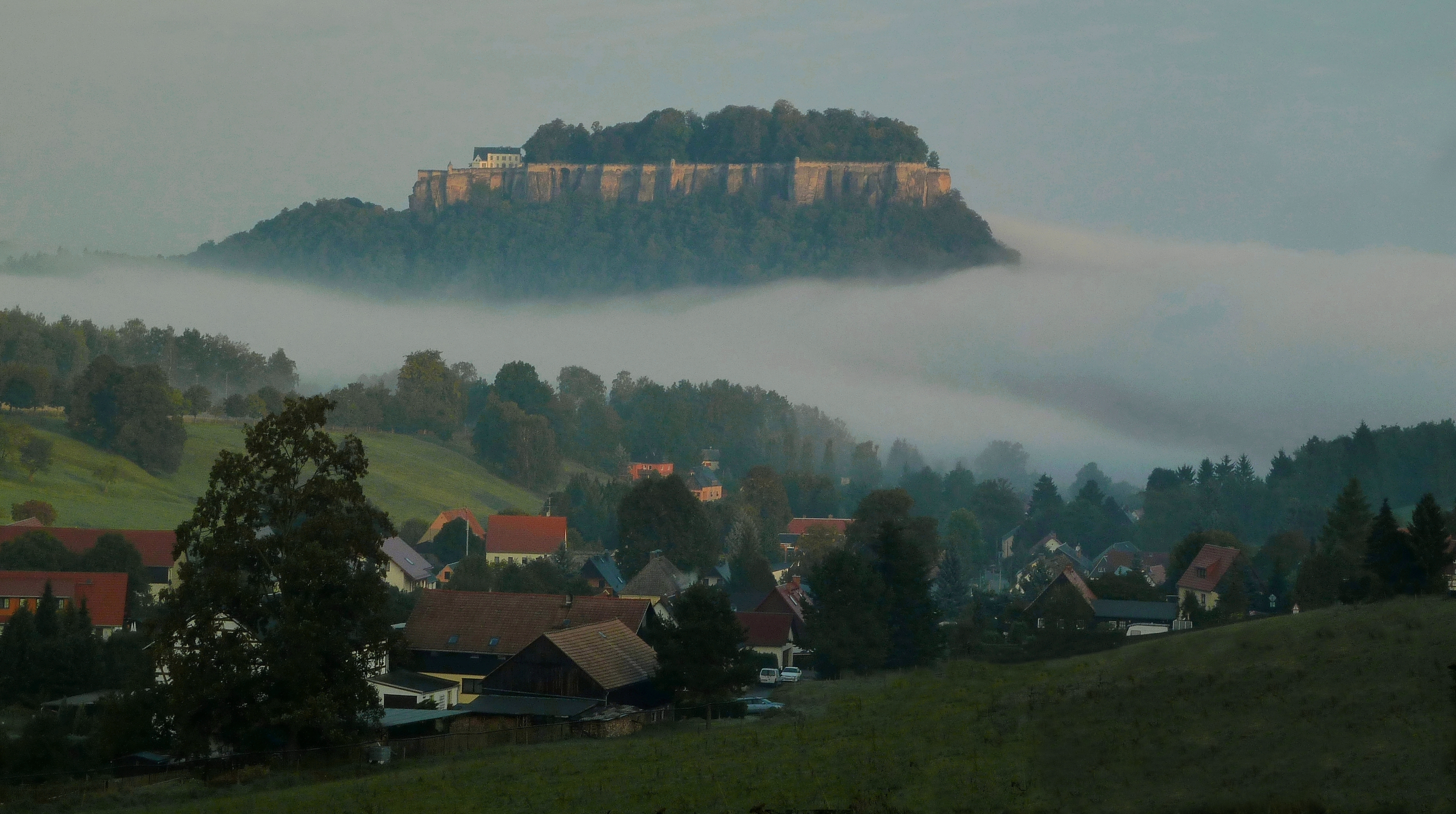
Крепость Кёнигштайн
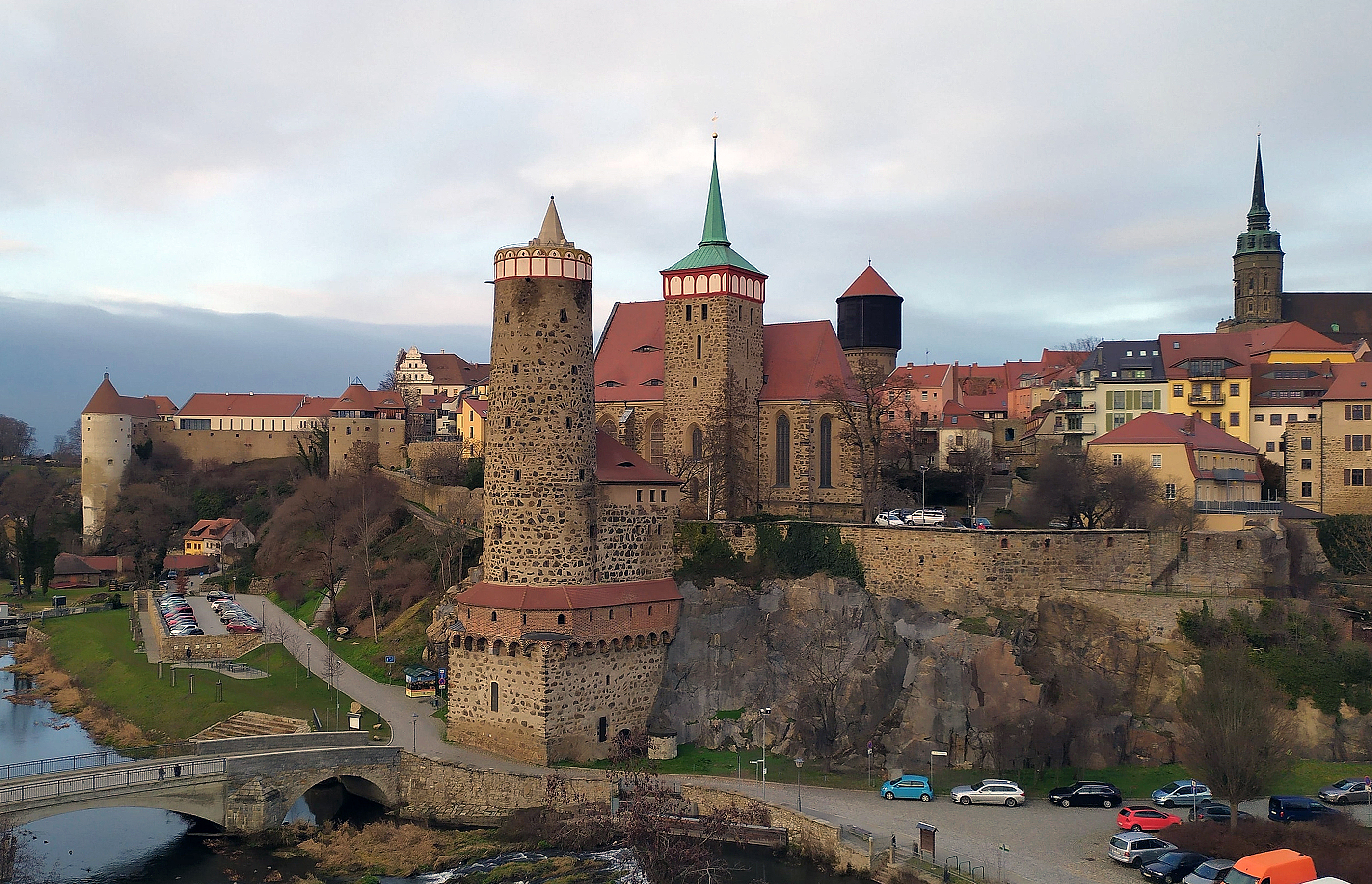
Баутцен
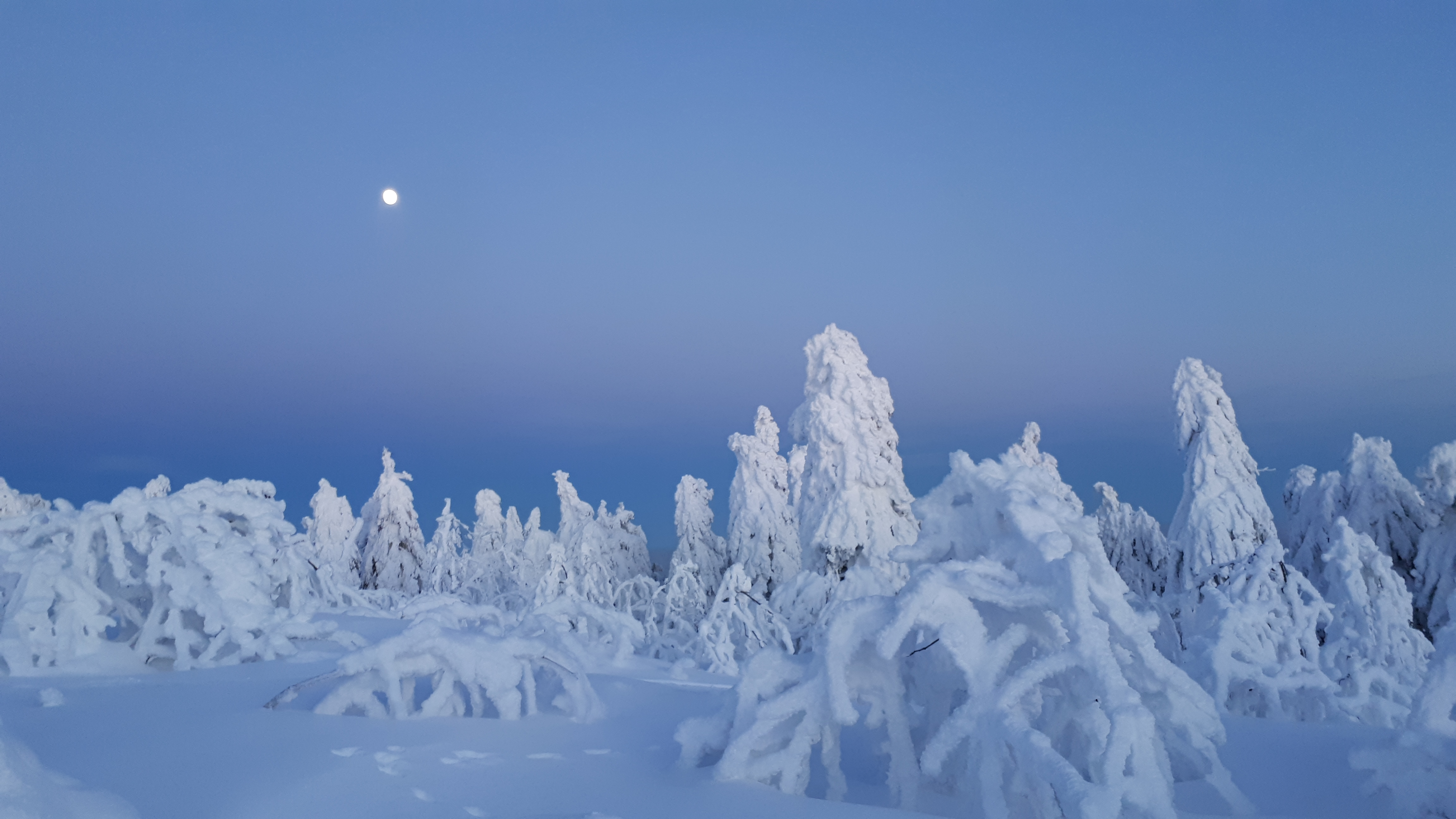
Вершина горы Фихтельберг в Рудных горах
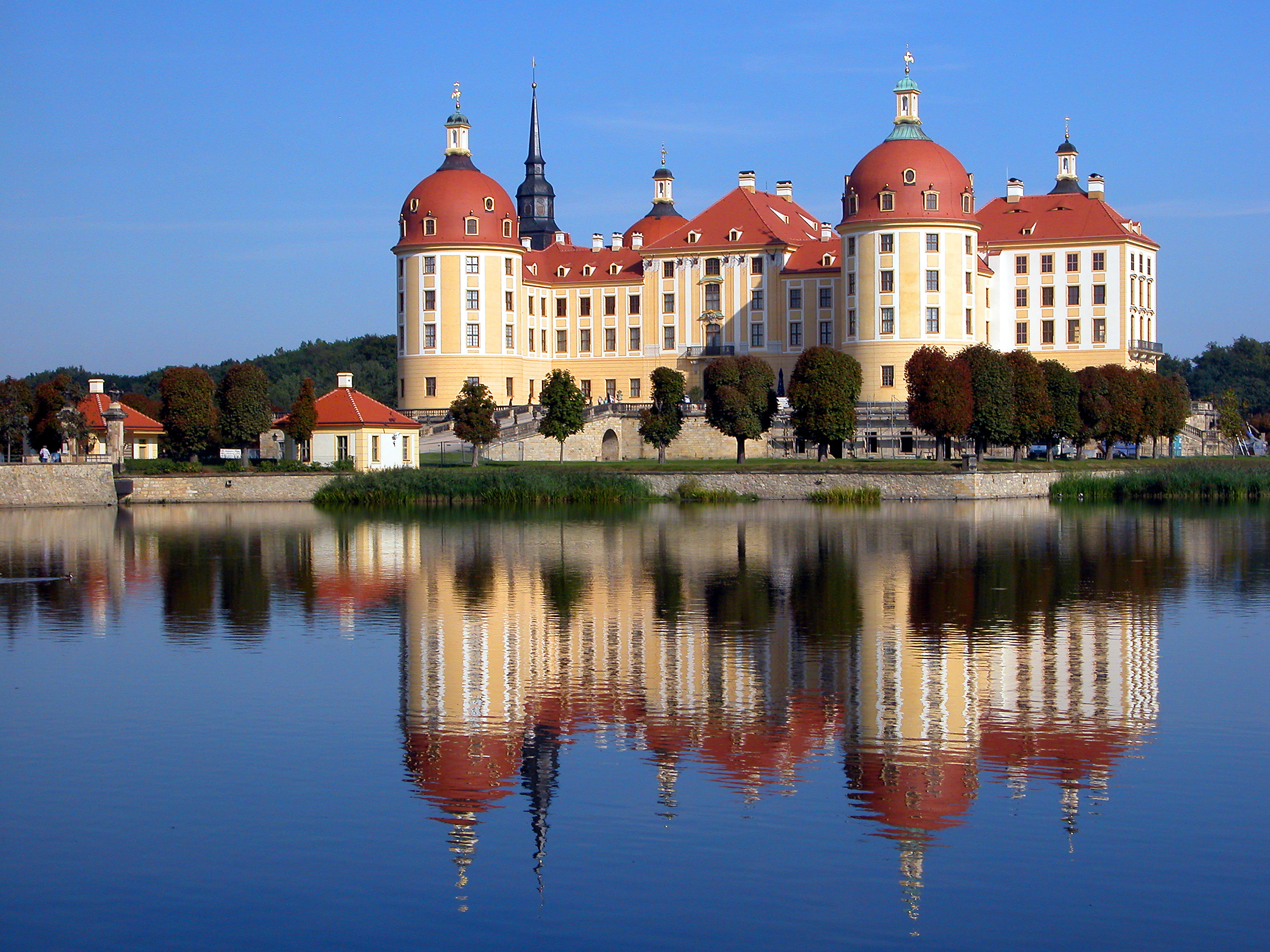
Замок Морицбург
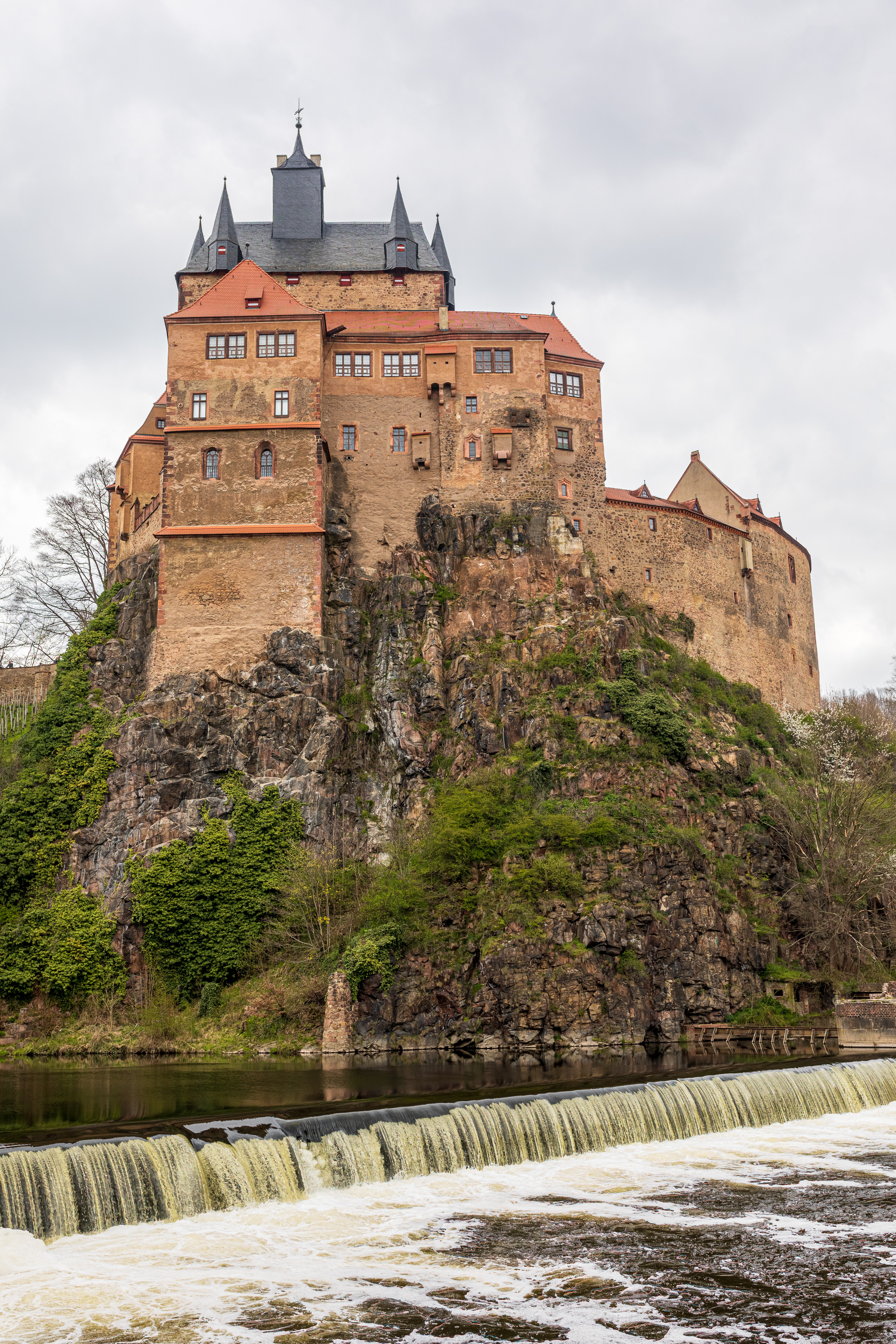
Замок Крибштайн

## Наука и культура
Саксония — это родина великих людей. Около половины немецких философов от Лейбница до Ницше, родом из Саксонии. Известные композиторы Роберт Шуман, Рихард Вагнер и Иоганн Бах родились и творили в Саксонии. Поэты и писатели: Лессинг, Теодор Кёрнер.
Университеты Саксонии — это образование с давними традициями и высоким статусом по всему миру.

### Лейпцигский университет

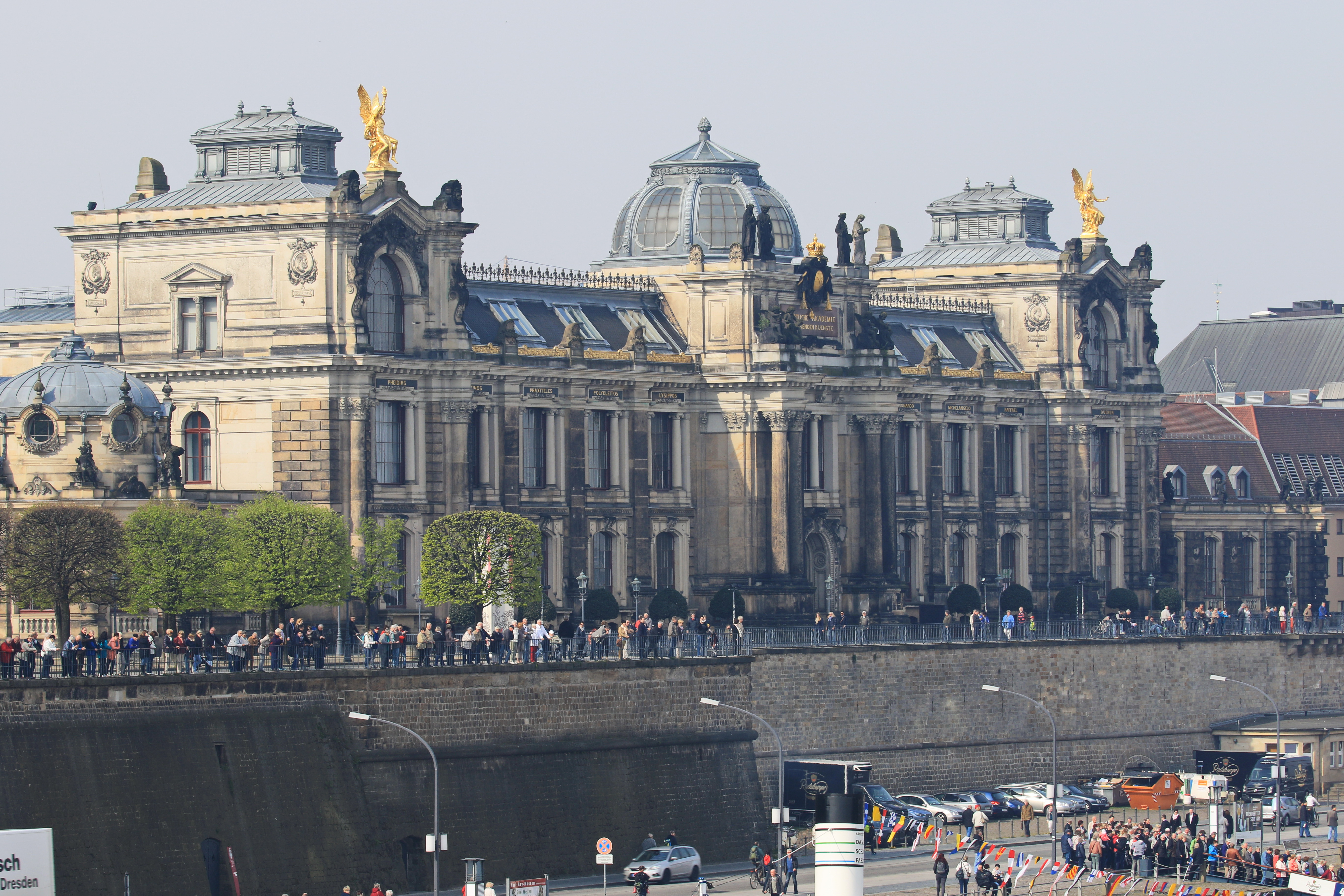
Здание Дрезденской академии художеств

Это второй старейший университет Германии. В 1409 году в результате волнений в Праге примерно тысяча немецких преподавателей и студентов перебрались в Лейпциг, тогда являвшийся торговым центром Мейсенского маркграфства, и основала в нём прославленный Лейпцигский университет, в котором в своё время учились Вагнер, Гёте, Лейбниц, Мюнцер, Ницше, Радищев и другие выдающиеся деятели науки и искусства.

### Дрезденский технический университет
Дрезденский технический университет был основан в 1828 году. С тех пор название учебного заведения многократно менялось, пока в 1961 году он, наконец, не стал Техническим университетом. Начиная с объединения Германии в 1990 году, к традиционным научно- исследовательским подразделениям Университета присоединились новые: гуманитарные, социальные, а также экономические науки. Кроме этого, в состав Университета были включены педагогический институт, институт инженеров транспорта и Медицинская академия.

### Дрезденская академия художеств
Один из старейших и самых значительных художественных ВУЗов Германии. Основан в 1764 году как «Академия живописи, скульптуры, гравюры и архитектуры». Ныне носит название «Высшая школа изобразительных искусств». В Академии в разные годы учились и преподавали Каналетто (Белотто), Каспар Давид Фридрих, Оскар Кокошка, Готфрид Земпер, Отто Дикс, Герхард Рихтер.

### Фрайбергская горная академия
В XVII веке в районе Рудных гор добывали серебро, цинк, кобальт и висмут. Не случайно, именно в Рудных горах, в городе Фрайберг была в 1765 году открыта первая в мире Горная академия.